# مرکز حقوقی فقر جنوبی
مرکز حقوقی فقر جنوبی یک سازمان طرفداری حقوقی ناسودبر آمریکایی است که در زمینه دعوی قضایی حقوق مدنی و منفعت عمومی فعالیت میکند. این سازمان به دلیل پیروزی‌های قانونی بر گروه‌های طرفداران برتری نژاد سفید، نمایندگی حقوقی برای قربانیان گروه های نفرت،، طبقه‌بندی کردن شبه‌نظامیان و سازمان‌های افراطی و برنامه‌های آموزشی اش برای ترویج رواداری معروف است.